# Брок, Павел Иосифович
Павел Иосифович Брок (24 февраля 1925, Абаканский район, Енисейская губерния — 21 сентября 2006, Красноярск) — стрелок 125-го гвардейского стрелкового полка 43-й гвардейской стрелковой дивизии 22-й армии 2-го Прибалтийского фронта, гвардии красноармеец.

## Биография
Родился 24 февраля 1925 года в деревне Кресловка (ныне — территория Краснотуранского района Красноярского края) в крестьянской семье латгальского происхождения. Работал в колхозе.
В Красной Армии с 1943 года. Участник Великой Отечественной войны с января 1943 года. Сражался на 2-м Прибалтийском фронте.
Стрелок 125-го гвардейского стрелкового полка гвардии рядовой Павел Брок 2 августа 1944 года близ населенных пунктов Стети и Лачусала выдвинулся вперед боевых порядков роты и, ведя огонь из ручного пулемета, способствовал продвижению стрелковых подразделений. В бою истребил до десяти гитлеровцев. 3 августа 1944 года в составе группы захвата проник в расположение врага, пленил троих фашистов. За мужество и отвагу, проявленные в боях, 10 сентября 1944 года гвардии красноармеец Брок Павел Иосифович награждён орденом Славы 3-й степени.
23 декабря 1944 года Павел Брок при прорыве обороны противника у хутора Мейри первым поднялся в атаку и первым же достиг траншеи врага, сразил троих солдат. Был ранен, но не покинул поля боя. За мужество и отвагу, проявленные в боях, 10 января 1945 года гвардии красноармеец Брок Павел Иосифович награждён орденом Славы 2-й степени.
4 марта 1945 года Павел Брок близ хутора Сермули первым поднялся в атаку и увлек за собой бойцов. Ворвавшись во вражескую траншею, уничтожил пятерых солдат противника, а одного взял в плен.
Указом Президиума Верховного Совета СССР от 29 июня 1945 года за образцовое выполнение заданий командования в боях с немецко-фашистскими захватчиками гвардии красноармеец Брок Павел Иосифович награждён орденом Славы 1-й степени, став полным кавалером ордена Славы.
В 1945 году П. И. Брок демобилизован из рядов Красной Армии. В 1952 году окончил пожарное училище в Норильске Красноярского края, а в 1964 году — школу водного транспорта в Астрахани. Трудился начальником караула 13-го отряда ВОХР Енисейского пароходства.
Жил в городе Красноярск. Скончался 21 сентября 2006 года. Похоронен в Красноярске на центральной аллее Бадалыкского кладбища.
Награждён орденами Отечественной войны 1-й степени, Славы 1-й, 2-й и 3-й степеней, медалью «За отвагу», другими медалями.
В Красноярске установлен памятный знак.